# غرب بحر الغزال (ولاية)

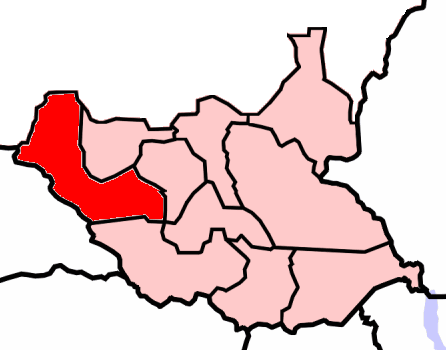
ولاية غرب بحر الغزال

غرب بحر الغزال : هي واحدة من ولايات جنوب السودان الـ10. تبلغ مساحتها 93,900 كم مربع وهي جزء من منطقة بحر الغزال، عاصمتها مدينة واو. تتكون من ثلاث مقاطعات واو و نهر الجور وراجا .

## الإدارة
قسّمت غرب بحر الغزال، كما هو الحال في ولايات جنوب السودان التسع الأخرى، إلى مقاطعات؛ هناك ثلاث مقاطعات يرأس كل منها مفوّض:

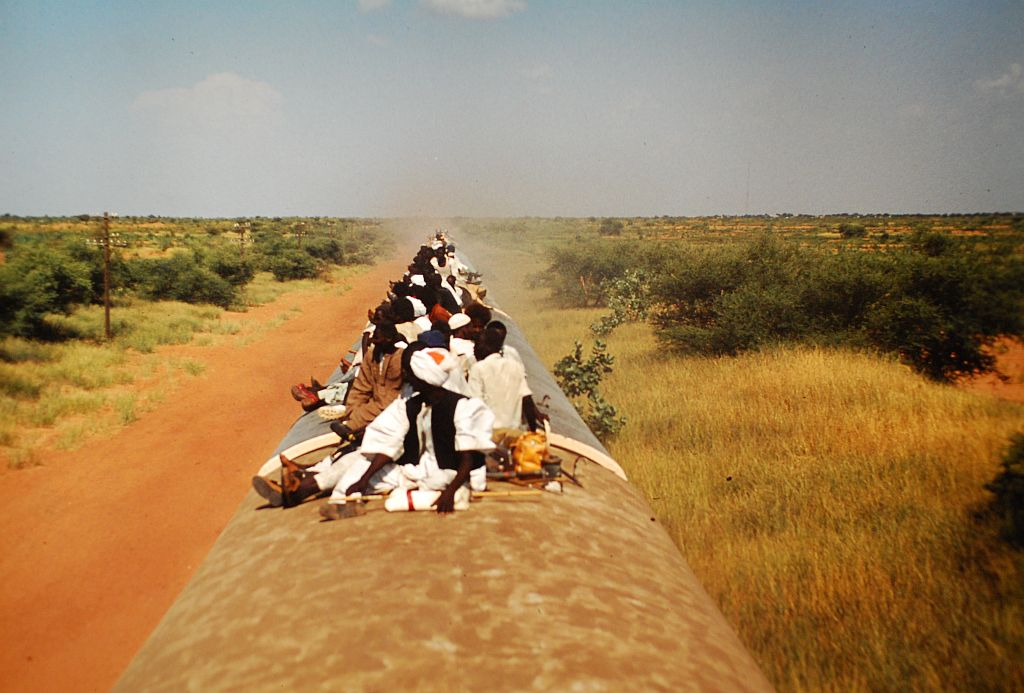
قطار في ولاية غرب بحر الغزال

| المقاطعة       | المساحة(كم2) | السكان إحصاء سكاني عام 2008 |  |
| -------------- | ------------ | --------------------------- |  |
| مقاطعة نهر جور | 10,032.22    | 127,771                     |  |
| مقاطعة راجا    | 61,792.46    | 54,340                      |  |
| مقاطعة واو     | 19,251.27    | 151,320                     |  |

## وصلات خارجية
- خبار بلادي .. السودان .. ولاية غرب بحر الغزال